# Disastro del forte sant'Elena
Il forte Sant'Elena di Bergeggi era una batteria costiera costruita negli anni '80 dell'Ottocento, il cui compito era quello di difendere la rada di Vado Ligure da un possibile attacco navale nemico, assieme ai seguenti forti (tutti coevi): Batteria di San Sebastiano (conosciuta come "Batteria di Capo Vado") anch'essa sul crinale della collina ma sul territorio di Vado Ligure; forte di N.S. del Monte a Legino e forte di N.S. degli Angeli a Savona. Tutte queste fortificazioni erano batterie costiere, tranne la Batteria "di Capo Vado", classificata come batteria di protezione.
La sera del 25 ottobre del 1921, a causa di alcuni incendi che si erano sviluppati lungo i fianchi della montagna, qualche minuto prima delle ore 22 saltò in aria il deposito di armi ed esplosivi conservati in due piccoli edifici al riparo all'interno del forte. 
La deflagrazione fu talmente violenta che i detriti e le macerie ricaddero su di un'area vastissima che arrivava fino a Spotorno e a Zinola, ad alcuni chilometri di distanza. Il mattino dopo si contarono 20 vittime: tutti di Bergeggi (tranne un forestiero non identificato) ed il comandante del forte, un maresciallo d'artiglieria. A questa cifra andrebbero aggiunti i 7 militari che presidiavano il forte, dei quali si è persa ogni traccia. Sicuramente morì il comandante, un maresciallo d'artiglieria, il cui nome è riportato sulla lapide posta sulla facciata della chiesa di Bergeggi, assieme ai nomi degli altri morti. Una contadina morì a Spotorno, un ragazzo a Vado Ligure e due guardie daziarie rimasero ferite a Zinola, a ben sette chilometri di distanza. Il boato dell'esplosione venne sentito addirittura a Montezemolo in provincia di Cuneo, ma anche a Genova, ad Albenga ed in tutta la Val Bormida. Pare che la polveriera originale del forte, ottocentesca e situata ad 11 metri sottoterra, sia sopravvissuta all'esplosione. I feriti furono oltre 350, di cui 120 gravissimi. Così come gran parte delle strutture abitate anche la chiesa e l'oratorio del paese di Bergeggi subirono gravi danni alla copertura. I nomi delle vittime, come detto, sono riportati su di una lapide affissa sulla facciata della chiesa di San Martino nella suddetta cittadina.